# 주닌군

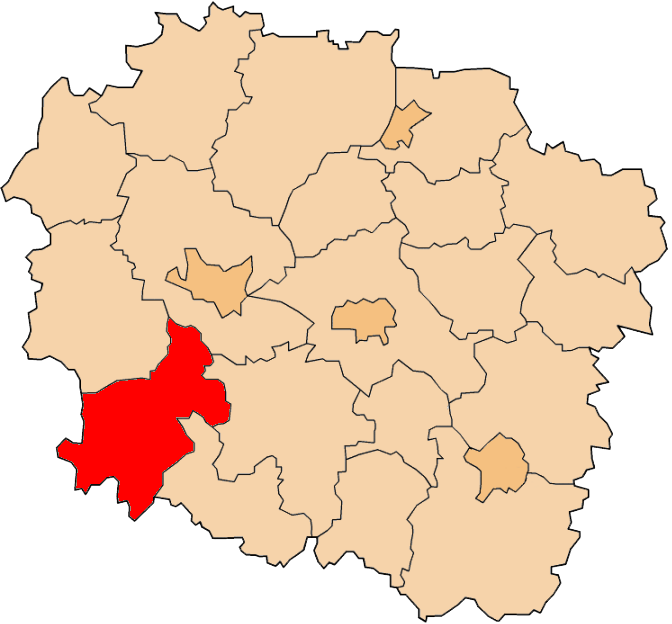
쿠야비포모제주 지도에 표시된 주닌군의 위치

주닌군(폴란드어: powiat żniński)은 폴란드 쿠야비포모제주에 위치한 군으로 군청 소재지는 주닌이며 면적은 984.55km2, 인구는 68,113명(2019년 기준)이다.
북쪽으로는 나크워군, 북동쪽으로는 비드고슈치군, 동쪽으로는 이노브로츠와프군, 남동쪽으로는 모길노군, 남쪽으로는 비엘코폴스카주 그니에즈노군, 서쪽으로는 비엘코폴스카주 봉그로비에츠군과 접한다. 6개 지방 자치체(4개 도시형 농촌, 2개 농촌)를 관할한다.

군기
군 문장